# 倫皮拉省
倫皮拉省（西班牙語：Lempira）是宏都拉斯的一個省，位於該國西部，與薩爾瓦多為界。面積4,290平方公里，2005年人口277,910人。首府格拉西亞斯。下分二十八個自治市。